# Censura postal

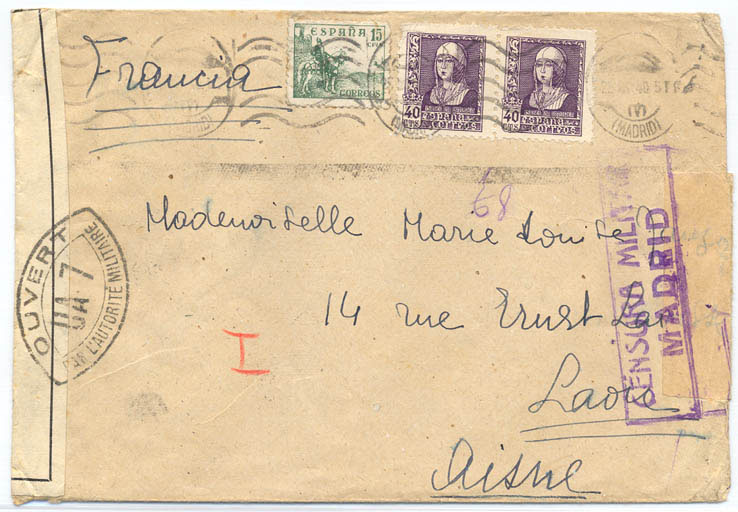
Carta de 1940 enviada de España a Francia y abierta por las autoridades de ambos estados (Dictadura franquista y Régimen de Vichy respectivamente). Ambas aperturas están marcadas mediante matasellos.

La censura postal es la inspección o examen del correo, la mayoría de las veces por los gobiernos. Puede incluir la apertura, la lectura y la ocultación total o selectiva de cartas y su contenido, así como de postales, paquetes y otros envíos. La censura postal suele producirse de forma principal, pero no exclusiva, en tiempo de guerra (incluso aunque la nación concernida no esté en guerra, como Irlanda en el periodo de la Segunda Guerra Mundial), durante rebeliones, revueltas civiles o cualquier otra alteración que lleve a declarar el estado de emergencia. Según momentos, lugares y circunstancias se ha llevado a cabo censura postal secreta o pública, con marcas y matasellos que la avisaban.
La censura postal es una práctica antigua; usualmente va ligada al espionaje y los servicios de inteligencia. Tanto el correo civil como el militar puede ser sujeto a censura, y a menudo son organizaciones diferentes las que llevan a cabo la censura en ambos tipos de correo. En las guerras del siglo XX, los objetivos de la censura postal incluyeron temas económicos, de seguridad y de inteligencia, más allá de los exclusivamente militares.
El estudio de la censura postal es objeto de la filatelia de historia postal.

## Tipos de censura postal

### Del correo civil

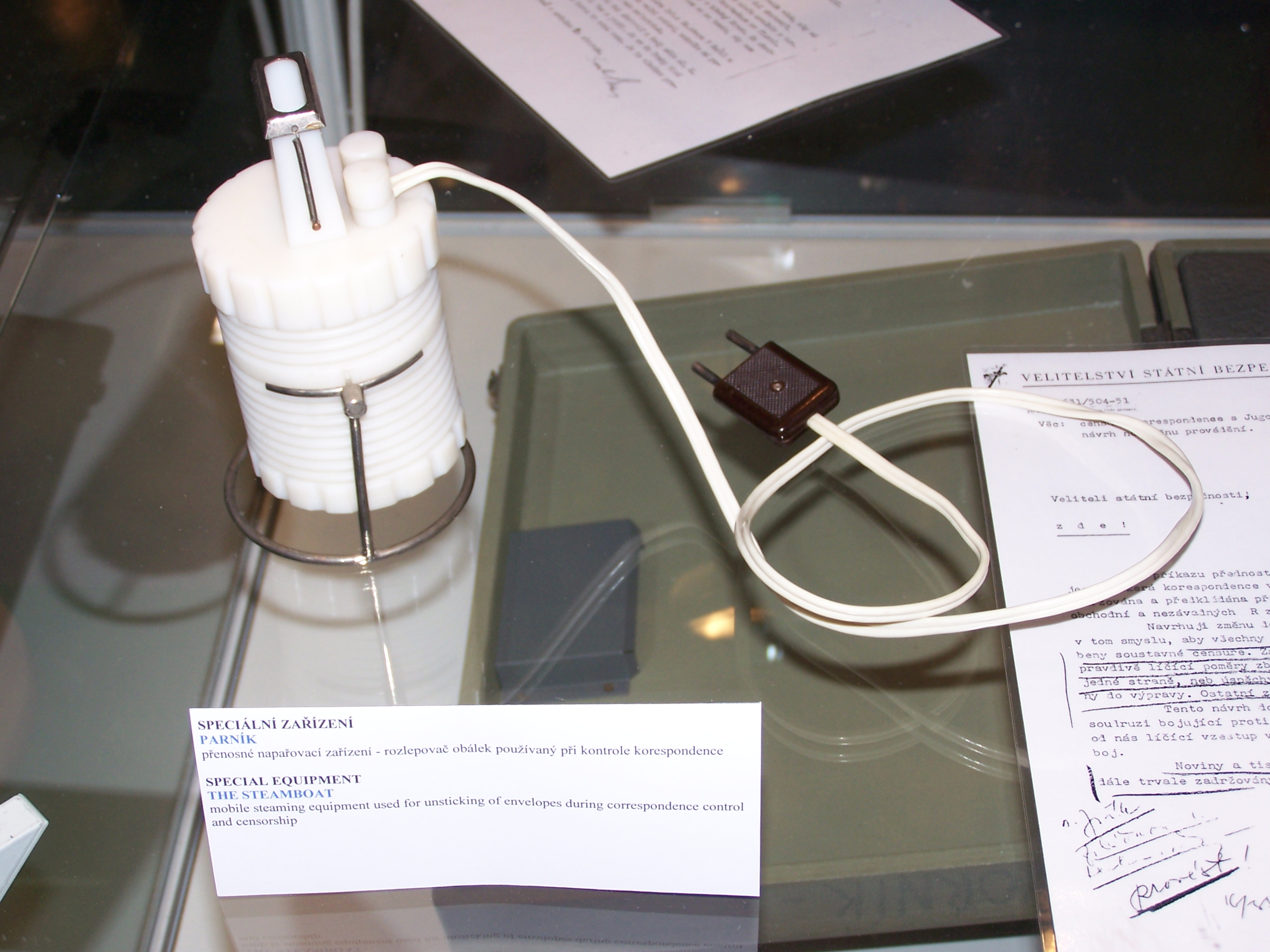
El «barco de vapor», vaporizador portátil empleado por la StB checoslovaca para despegar sobres en sus servicios de vigilancia y censura postal.

Hasta época reciente el monopolio para transportar correo ha residido en los estados, lo que facilitaba su control de la censura postal. El tipo de información obtenida del correo civil es distinta de la que se pretende obtener del correo militar.[cita requerida]

### Del correo militar
El correo militar no siempre se abre o lee, pero su censura es más habitual en tiempo de guerra o durante las campañas militares. El servicio postal militar está normalmente separado del correo civil, y habitualmente controlado por el ejército en su totalidad. Sin embargo, tanto el correo militar como el civil puede ser objeto del interés de la inteligencia militar, que tiene diferentes objetivos que los servicios civiles de inteligencia. En tiempo de guerra, el correo desde el frente se abre sistemáticamente, y las partes inconvenientes se borran o cortan. El correo civil también puede ser sometido a un tratamiento similar.

### Del correo de los prisioneros de guerra y de los reclusos
El correo de los prisioneros de guerra y los reclusos militares también es objeto de censura postal, permitida por los artículos 70 y 71 de la Tercera Convención de Ginebra (1929–1949). Frecuentemente está sujeto consecutivamente a la censura militar y civil, pues pasa por ambos sistemas postales.